# أريك هاريسون
أريك هاريسون (بالإنجليزية: Eric George Harrison)‏ (5 فبراير 1938 في المملكة المتحدة - 13 فبراير 2019) هو مدرب كرة قدم ولاعب كرة قدم بريطاني في مركز نصف الجناح. لعب مع نادي ساوثبورت ونادي هارتلبول يونايتد ونادي سكاربورو ونادي هاليفاكس تاون ونادي بارو.

## وصلات خارجية
- أريك هاريسون على موقع قاعدة بيانات كرة القدم.إي يو (الإنجليزية)